# Loïc Rémy
Loïc Alex Teliére Hubert Rémy (Lione, 2 gennaio 1987) è un ex calciatore francese, di ruolo attaccante.

## Biografia
Il 15 maggio 2013 viene arrestato a Londra insieme con il cugino e un amico, con l'accusa di stupro ai danni di una donna di 34 anni. Il 14 febbraio 2014 viene completamente prosciolto dalle accuse.

## Caratteristiche tecniche
Attaccante veloce, dotato di una buona tecnica di base e di un ottimo senso della posizione. È una punta moderna in grado di disimpegnarsi anche da ala sinistra grazie al buon dribbling di cui dispone. Destrorso ma in grado di utilizzare bene anche il piede sinistro, è dotato di un buon tiro dalla distanza. È, inoltre, un buon rigorista.

## Carriera

### Club

#### Gli inizi
Esordisce il 14 ottobre 2006 in campionato tra i professionisti dell'Olympique Lione, nella partita vinta per 2 a 1 contro il Saint Etienne. A poco meno di 20 anni esordisce anche in Champions League, subentrando su Sidney Govou nella partita della fase a gironi contro lo Steaua Bucarest (1-1 finale). Trova però poco spazio, sia per la giovane età sia per non aver realizzato nessun gol, e quindi viene mandato in prestito nel 2008 al Lens, squadra nel quale si sblocca (realizzando 3 gol in campionato) e si fa notare nel calcio francese. Nonostante lo scarso impiego è campione del campionato francese per 2 volte.

#### Nizza e Marsiglia
Si consacra a partire dalla stagione 2008-2009 con il Nizza. Acquistato per 6 milioni di euro, si dimostra ben presto un acquisto azzeccato. Qui trova la sua prima doppietta in campionato nel 2-0 contro il Lorient nell'aprile del 2009. Chiude con 11 gol in campionato, capocannoniere della sua squadra in quella stagione. Si ripete anche nella stagione successiva, segnando i 14 gol e riconfermandosi il giocatore del Nizza più prolifico.
Arriva all'Olympique Marsiglia nell'agosto del 2010 per 15 milioni di euro con un contratto fino al 2015. È una delle cifre più alte di sempre per la Ligue 1. Esordì il 29 agosto 2010 in un match con il Bordeaux, per poi andare in gol per la prima volta con la nuova maglia nella partita vinta per 1-0 con il Nancy del 16 ottobre successivo. Al termine del campionato gioca 41 partite realizzando 17 reti totali (32 presenze e 15 gol nel solo campionato), e vince la Ligue 1 e la Coupe de la Ligue. Nella sua seconda stagione si fa notare con gol importanti come quello del 27 novembre 2011 nell'importante incontro vinto per 3-0 con il PSG, o quello realizzato al Borussia Dortmund il 6 dicembre 2011 nella fase a gironi di Champions League, gol che dà inizio alla rimonta del Marsiglia che, sul risultato di 2-0 per i tedeschi, finirà con il vincere per 3-2. Realizza 20 gol in 42 presenze (12 reti in 29 partite in campionato) e vince la Coupe de la Ligue, tuttavia in Ligue 1 ottiene un decimo posto.

#### QPR e prestito al Newcastle
Il 16 gennaio 2013 viene acquistato per 10 milioni di euro dal Queens Park Rangers, con cui firma un contratto di quattro anni e mezzo. Tre giorni più tardi esordisce in Premier League, segnando anche il suo primo gol con il QPR, nel derby pareggiato per 1-1 contro il West Ham.
Il 6 agosto 2013 passa al Newcastle con la formula del prestito. Il 21 settembre seguente realizza i suoi primi due gol con la nuova maglia, nella sconfitta per 2-3 contro l'Hull City. Si ripete il 30 settembre, andando a segno nella partita contro l'Everton a Goodison Park (2-3). A fine stagione, nonostante le 14 reti in 26 partite di campionato, non viene riscattato dal Newcastle e fa quindi ritorno al Queens Park Rangers.

#### Chelsea e Crystal Palace
Dopo aver giocato le prime due partite della stagione 2014-2015 con il QPR, il 31 agosto 2014 viene acquistato dal Chelsea per circa 15 milioni di euro. Il 13 settembre seguente fa il suo esordio con la nuova maglia, nella vittoria casalinga per 4-2 contro lo Swansea City, realizzando anche un gol. Il 21 ottobre segna la sua prima rete in Champions League con i Blues, aprendo le marcature nel match vinto per 6-0 contro il Maribor a Stamford Bridge. Con i londinesi vince il campionato, 5° Premier vinta dal club di Roman Abramovich.
Nell'estate del 2016 viene ceduto in prestito per 1 milione di euro a un'altra società di Londra ovvero il Crystal Palace, dove però a causa di continui infortuni (prima la coscia ad inizio stagione e poi, nell'inverno il polpaccio) collezionerà solo 5 presenze senza mai andare a segno. la squadra decide così di non riscattarlo, rispedendolo ai Blues il 31 maggio 2017.

#### Las Palmas e Getafe
Dopo essersi svincolato dal Chelsea firma un contratto con il Las Palmas, dove nella prima parte della stagione 2017/18 realizza cinque reti in dodici presenze prima di essere ceduto in prestito secco nel gennaio 2018 al Getafe, con cui andrà a segno 3 volte in 11 presenze. Esordisce il 4 febbraio successivo nello 0-0 contro il Leganés, subentrando a sei minuti dalla fine su Jorge Molina.

#### Lilla
Nell'estate 2018 accetta la proposta del Lilla, tornando così in Francia dopo 5 anni tra Inghilterra e Spagna. Con la squadra biancorossa conquista, dopo la prima stagione, un secondo posto in classifica e quindi la qualificazione alla Champions League (contribuendo con 7 gol in 26 partite in Ligue 1). Chiude la sua seconda stagione anzitempo, come tutto il campionato francese per l'emergenza COVID-19 con appena 20 partite disputate e un 4º posto finale. Nel luglio 2020 viene svincolato. È stato capocannoniere, a pari merito con altri 3 giocatori, della Coupe de la Ligue 2019-2020, con 4 reti.

#### Ultimi anni e ritiro
Dopo non aver superato le visite mediche con il Benevento, neopromosso in Serie A italiana, qualche giorno prima, il 27 agosto 2020 firma per il Çaykur Rizespor, società del massimo campionato turco con la quale sottoscrive un contratto di 2 anni più opzione per un terzo anno. Esordisce con i turchi il seguente 11 settembre, nel match casalingo perso contro il Fenerbahçe. Due giornate dopo mette a segno la sua prima rete, siglando la rete del definitivo 1-1 contro l'Alanyaspor. Il 17 ottobre mette a segno la sua prima tripletta in carriera, ai danni dell'Ankaragücü. Conclude la sua prima stagione con 29 presenze e 7 reti.
L'8 febbraio 2022 viene ceduto a titolo definitivo all'Adana Demirspor, con cui fa il proprio debutto ufficiale solamente il 23 aprile seguente, subentrando dalla panchina negli ultimi minuti della sconfitta casalinga contro il Trabzonspor. Termina il proprio periodo semestrale con sole due presenze e 27 minuti giocati, svincolandosi a fine stagione. Nel febbraio 2023 viene acquistato a costo zero dal Brest, con cui però non scende mai in campo a causa di svariati problemi fisici.
L'8 ottobre 2023, dopo quattro mesi senza contratto, annuncia il ritiro dall'attività agonistica all'età di 36 anni.

### Nazionale

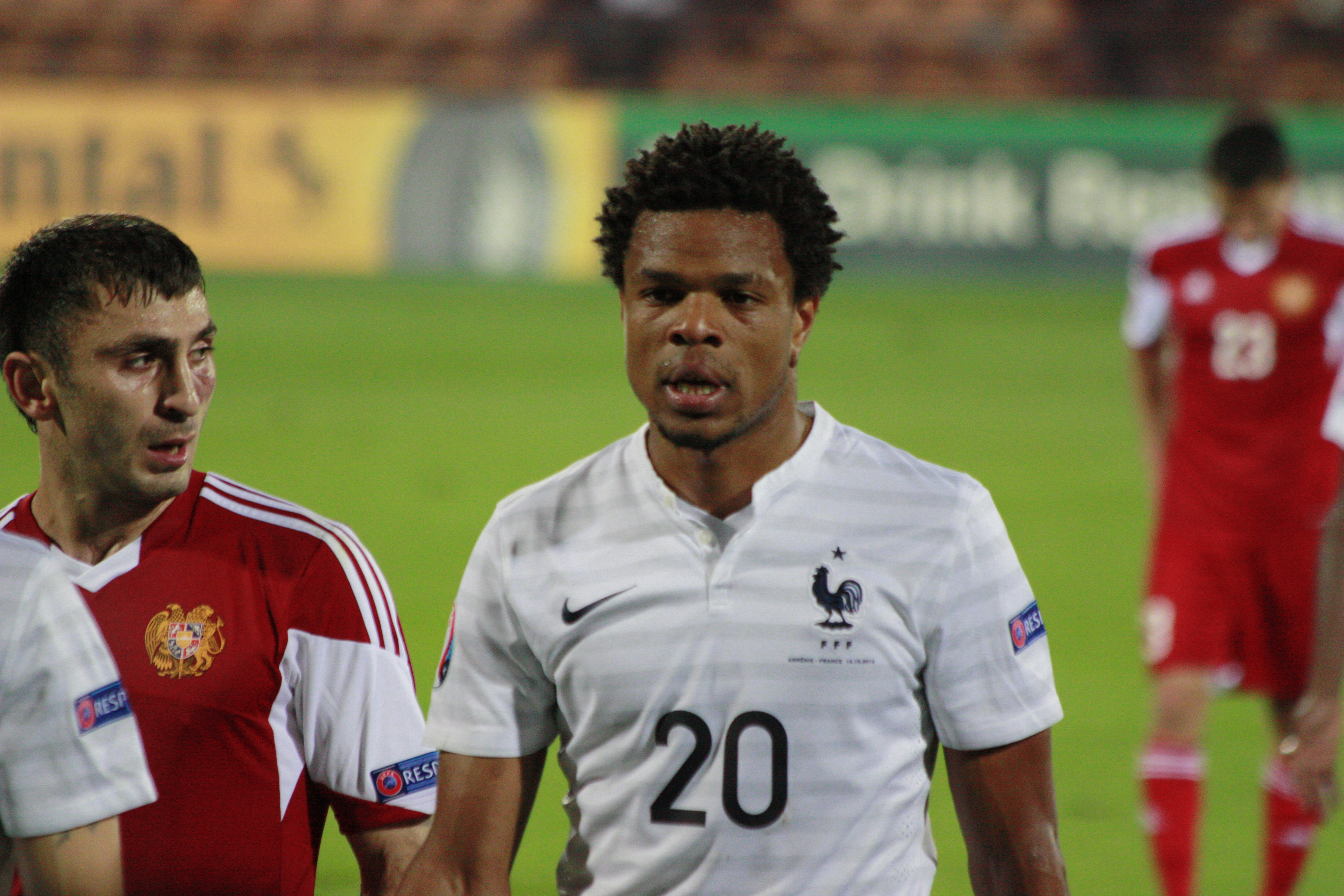
Remy contro l'Armenia nel 2014

Dopo la trafila con Under-20 e 21, esordisce con la nazionale maggiore il 2 giugno 2009 nell'amichevole contro la Nigeria nella sconfitta per 0-1. Realizza la sua prima rete con i galli alla sua quarta partita, entrato al minuto 68 su Mathieu Valbuena; è suo il 1º gol nel 2-0 contro la Romania nella partita valida per le qualificazioni agli europei 2012.
È stato costretto a saltare gli Europei 2012 a causa di un problema alla coscia destra. Nel 2014 è tra i giocatori convocati per il Mondiale, gioca però appena 28 minuti in due spezzoni (contro Ecuador e Germania) di partita senza incidere. Nello stesso anno disputa la sua ultima partita contro l'Armenia, nell'amichevole vinta per 0-3, prima di uscire definitivamente dalle convocazioni transalpine.

## Statistiche

### Presenze e reti nei club
| Stagione               | Squadra                | Campionato             | Campionato | Campionato | Coppe nazionali | Coppe nazionali | Coppe nazionali | Coppe europee | Coppe europee | Coppe europee | Altre coppe | Altre coppe | Altre coppe | Totale | Totale |
| Stagione               | Squadra                | Comp                   | Pres       | Reti       | Comp            | Pres            | Reti            | Comp          | Pres          | Reti          | Comp        | Pres        | Reti        | Pres   | Reti   |
| ---------------------- | ---------------------- | ---------------------- | ---------- | ---------- | --------------- | --------------- | --------------- | ------------- | ------------- | ------------- | ----------- | ----------- | ----------- | ------ | ------ |
| 2006-2007              | O. Lione               | L1                     | 6          | 0          | CF+CdL          | 2+1             | 0               | UCL           | 1             | 0             | SF          | 0           | 0           | 10     | 0      |
| 2007-gen. 2008         | O. Lione               | L1                     | 6          | 0          | CF+CdL          | 1+2             | 0               | UCL           | 1             | 0             | SF          | 0           | 0           | 10     | 0      |
| Totale 0. Lione        | Totale 0. Lione        | Totale 0. Lione        | 12         | 0          |                 | 6               | 0               |               | 2             | 0             |             | 0           | 0           | 20     | 0      |
| gen.-giu. 2008         | Lens                   | L1                     | 10         | 3          | CF+CdL          | 0+2             | 1               | -             | -             | -             | -           | -           | -           | 12     | 4      |
| 2008-2009              | Nizza                  | L1                     | 32         | 11         | CF+CdL          | 1+3             | 0+2             | -             | -             | -             | -           | -           | -           | 36     | 13     |
| 2009-2010              | Nizza                  | L1                     | 34         | 14         | CF+CdL          | 1+1             | 1+1             | -             | -             | -             | -           | -           | -           | 36     | 16     |
| ago. 2010              | Nizza                  | L1                     | 2          | 1          | CF+CdL          | -               | -               | -             | -             | -             | -           | -           | -           | 2      | 1      |
| Totale Nizza           | Totale Nizza           | Totale Nizza           | 68         | 26         |                 | 6               | 4               |               | -             | -             | -           | -           | -           | 74     | 30     |
| 2010-2011              | O. Marsiglia           | L1                     | 32         | 15         | CF+CdL          | 1+2             | 0               | UCL           | 7             | 2             | SF          | -           | -           | 42     | 17     |
| 2011-2012              | O. Marsiglia           | L1                     | 29         | 12         | CF+CdL          | 4+4             | 3+4             | UCL           | 9             | 2             | SF          | 1           | 1           | 47     | 22     |
| 2012-gen. 2013         | O. Marsiglia           | L1                     | 14         | 1          | CF+CdL          | 1+1             | 0               | UEL           | 7             | 2             | -           | -           | -           | 23     | 3      |
| Totale O. Marsiglia    | Totale O. Marsiglia    | Totale O. Marsiglia    | 75         | 28         |                 | 13              | 7               |               | 23            | 6             |             | 1           | 1           | 112    | 42     |
| gen.-giu. 2013         | QPR                    | PL                     | 14         | 6          | FACup+CdL       | -               | -               | -             | -             | -             | -           | -           | -           | 14     | 6      |
| 2013-2014              | Newcastle              | PL                     | 26         | 14         | FACup+CdL       | 1+0             | 0               | -             | -             | -             | -           | -           | -           | 27     | 14     |
| ago. 2014              | QPR                    | PL                     | 2          | 0          | FACup+CdL       | 0               | 0               | -             | -             | -             | -           | -           | -           | 2      | 0      |
| Totale QPR             | Totale QPR             | Totale QPR             | 16         | 6          |                 | 0               | 0               |               | -             | -             |             | -           | -           | 16     | 6      |
| 2014-2015              | Chelsea                | PL                     | 19         | 7          | FACup+CdL       | 2+2             | 1+0             | UCL           | 4             | 1             | -           | -           | -           | 27     | 9      |
| 2015-2016              | Chelsea                | PL                     | 13         | 1          | FACup+CdL       | 1+2             | 0+2             | UCL           | 3             | 0             | CS          | 1           | 0           | 20     | 3      |
| Totale Chelsea         | Totale Chelsea         | Totale Chelsea         | 32         | 8          |                 | 7               | 3               |               | 7             | 1             |             | 1           | 0           | 47     | 12     |
| 2016-2017              | Crystal Palace         | PL                     | 5          | 0          | FACup+CdL       | 3+0             | 0               | -             | -             | -             | -           | -           | -           | 8      | 0      |
| 2017-gen. 2018         | Las Palmas             | PD                     | 12         | 5          | CR              | 1               | 1               | -             | -             | -             | -           | -           | -           | 13     | 6      |
| gen.-giu. 2018         | Getafe                 | PD                     | 11         | 3          | CR              | 0               | 0               | -             | -             | -             | -           | -           | -           | 11     | 3      |
| 2018-2019              | Lilla                  | L1                     | 26         | 7          | CF+CdL          | 2+1             | 0               | -             | -             | -             | -           | -           | -           | 29     | 7      |
| 2019-2020              | Lilla                  | L1                     | 20         | 7          | CF+CdL          | 3+3             | 3+3             | UCL           | 4             | 1             | -           | -           | -           | 30     | 14     |
| Totale Lilla           | Totale Lilla           | Totale Lilla           | 46         | 14         |                 | 9               | 6               |               | 4             | 1             |             | -           | -           | 59     | 21     |
| 2020-2021              | Çaykur Rizespor        | SL                     | 19         | 7          | TK              | -               | -               | -             | -             | -             | -           | -           | -           | 19     | 7      |
| 2021-feb. 2022         | Çaykur Rizespor        | SL                     | 8          | 0          | TK              | 1               | 0               | -             | -             | -             | -           | -           | -           | 9      | 0      |
| Totale Çaykur Rizespor | Totale Çaykur Rizespor | Totale Çaykur Rizespor | 27         | 7          |                 | 1               | 0               |               | -             | -             |             | -           | -           | 28     | 7      |
| feb.-giu. 2022         | Adana Demirspor        | SL                     | 2          | 0          | TK              | -               | -               | -             | -             | -             | -           | -           | -           | 2      | 0      |
| feb.-giu. 2023         | Brest                  | L1                     | 0          | 0          | CF              | -               | -               |               | -             | -             |             | -           | -           | 0      | 0      |
| Totale carriera        | Totale carriera        | Totale carriera        | 335        | 113        |                 | 49              | 26              |               | 34            | 8             |             | 2           | 1           | 406    | 142    |

### Cronologia presenze e reti in nazionale
| Cronologia completa delle presenze e delle reti in nazionale ― Francia | Cronologia completa delle presenze e delle reti in nazionale ― Francia | Cronologia completa delle presenze e delle reti in nazionale ― Francia | Cronologia completa delle presenze e delle reti in nazionale ― Francia | Cronologia completa delle presenze e delle reti in nazionale ― Francia | Cronologia completa delle presenze e delle reti in nazionale ― Francia | Cronologia completa delle presenze e delle reti in nazionale ― Francia | Cronologia completa delle presenze e delle reti in nazionale ― Francia |
| Data                                                                   | Città                                                                  | In casa                                                                | Risultato                                                              | Ospiti                                                                 | Competizione                                                           | Reti                                                                   | Note                                                                   |
| ---------------------------------------------------------------------- | ---------------------------------------------------------------------- | ---------------------------------------------------------------------- | ---------------------------------------------------------------------- | ---------------------------------------------------------------------- | ---------------------------------------------------------------------- | ---------------------------------------------------------------------- | ---------------------------------------------------------------------- |
| 2-6-2009                                                               | Saint-Étienne                                                          | Francia                                                                | 0 – 1                                                                  | Nigeria                                                                | Amichevole                                                             | -                                                                      |                                                                        |
| 11-8-2010                                                              | Oslo                                                                   | Norvegia                                                               | 2 – 1                                                                  | Francia                                                                | Amichevole                                                             | -                                                                      | 46’                                                                    |
| 3-9-2010                                                               | Saint-Denis                                                            | Francia                                                                | 0 – 1                                                                  | Bielorussia                                                            | Qual. Euro 2012                                                        | -                                                                      | 34’                                                                    |
| 9-10-2010                                                              | Saint-Denis                                                            | Francia                                                                | 2 – 0                                                                  | Romania                                                                | Qual. Euro 2012                                                        | 1                                                                      | 68’                                                                    |
| 12-10-2010                                                             | Longeville-lès-Metz                                                    | Francia                                                                | 2 – 0                                                                  | Lussemburgo                                                            | Qual. Euro 2012                                                        | -                                                                      | 73’                                                                    |
| 17-11-2010                                                             | Londra                                                                 | Inghilterra                                                            | 1 – 2                                                                  | Francia                                                                | Amichevole                                                             | -                                                                      | 67’                                                                    |
| 9-2-2011                                                               | Saint-Denis                                                            | Francia                                                                | 1 – 0                                                                  | Brasile                                                                | Amichevole                                                             | -                                                                      | 69’                                                                    |
| 29-3-2011                                                              | Saint-Denis                                                            | Francia                                                                | 0 – 0                                                                  | Croazia                                                                | Amichevole                                                             | -                                                                      | 60’                                                                    |
| 3-6-2011                                                               | Minsk                                                                  | Bielorussia                                                            | 1 – 1                                                                  | Francia                                                                | Qual. Euro 2012                                                        | -                                                                      | 73’                                                                    |
| 6-6-2011                                                               | Donec'k                                                                | Ucraina                                                                | 1 – 4                                                                  | Francia                                                                | Amichevole                                                             | -                                                                      | 64’                                                                    |
| 9-6-2011                                                               | Varsavia                                                               | Polonia                                                                | 0 – 1                                                                  | Francia                                                                | Amichevole                                                             | -                                                                      | 74’                                                                    |
| 10-8-2011                                                              | Montpellier                                                            | Francia                                                                | 1 – 1                                                                  | Cile                                                                   | Amichevole                                                             | 1                                                                      |                                                                        |
| 6-9-2011                                                               | Bucarest                                                               | Romania                                                                | 0 – 0                                                                  | Francia                                                                | Qual. Euro 2012                                                        | -                                                                      | 71’                                                                    |
| 7-10-2011                                                              | Saint-Denis                                                            | Francia                                                                | 3 – 0                                                                  | Albania                                                                | Qual. Euro 2012                                                        | 1                                                                      | 52’                                                                    |
| 11-10-2011                                                             | Saint-Denis                                                            | Francia                                                                | 1 – 1                                                                  | Bosnia ed Erzegovina                                                   | Qual. Euro 2012                                                        | -                                                                      | 82’                                                                    |
| 11-11-2011                                                             | Saint-Denis                                                            | Francia                                                                | 1 – 0                                                                  | Stati Uniti                                                            | Amichevole                                                             | 1                                                                      | 64’                                                                    |
| 15-11-2011                                                             | Saint-Denis                                                            | Francia                                                                | 0 – 0                                                                  | Belgio                                                                 | Amichevole                                                             | -                                                                      | 72’                                                                    |
| 22-3-2013                                                              | Saint-Denis                                                            | Francia                                                                | 3 – 1                                                                  | Georgia                                                                | Qual. Mondiali 2014                                                    | -                                                                      | 66’                                                                    |
| 11-10-2013                                                             | Parigi                                                                 | Francia                                                                | 6 – 0                                                                  | Australia                                                              | Amichevole                                                             | -                                                                      |                                                                        |
| 15-10-2013                                                             | Saint-Denis                                                            | Francia                                                                | 3 – 0                                                                  | Finlandia                                                              | Qual. Mondiali 2014                                                    | -                                                                      | 71’                                                                    |
| 15-11-2013                                                             | Kiev                                                                   | Ucraina                                                                | 2 – 0                                                                  | Francia                                                                | Qual. Mondiali 2014                                                    | -                                                                      | 62’                                                                    |
| 5-3-2014                                                               | Saint-Denis                                                            | Francia                                                                | 2 – 0                                                                  | Paesi Bassi                                                            | Amichevole                                                             | -                                                                      | 68’                                                                    |
| 27-5-2014                                                              | Saint-Denis                                                            | Francia                                                                | 4 – 0                                                                  | Norvegia                                                               | Amichevole                                                             | 1                                                                      | 65’                                                                    |
| 1-6-2014                                                               | Nizza                                                                  | Francia                                                                | 1 – 1                                                                  | Paraguay                                                               | Amichevole                                                             | -                                                                      | 64’                                                                    |
| 8-6-2014                                                               | Lilla                                                                  | Francia                                                                | 8 – 0                                                                  | Giamaica                                                               | Amichevole                                                             | -                                                                      | 80’                                                                    |
| 25-6-2014                                                              | Rio de Janeiro                                                         | Ecuador                                                                | 0 – 0                                                                  | Francia                                                                | Mondiali 2014 - 1º turno                                               | -                                                                      | 79’                                                                    |
| 4-7-2014                                                               | Rio de Janeiro                                                         | Francia                                                                | 0 – 1                                                                  | Germania                                                               | Mondiali 2014 - Quarti di finale                                       | -                                                                      | 73’                                                                    |
| 4-9-2014                                                               | Saint-Denis                                                            | Francia                                                                | 1 – 0                                                                  | Spagna                                                                 | Amichevole                                                             | 1                                                                      | 57’                                                                    |
| 7-9-2014                                                               | Belgrado                                                               | Serbia                                                                 | 1 – 1                                                                  | Francia                                                                | Amichevole                                                             | -                                                                      | 60’                                                                    |
| 14-10-2014                                                             | Kentron                                                                | Armenia                                                                | 0 – 3                                                                  | Francia                                                                | Amichevole                                                             | 1                                                                      | 73’                                                                    |
| Totale                                                                 |                                                                        | Presenze                                                               | 31                                                                     |                                                                        | Reti                                                                   | 7                                                                      |                                                                        |

## Palmarès

### Club

#### Competizioni nazionali
- Campionato francese: 2

Lione: 2006-2007, 2007-2008
- Coppa di Lega francese: 2

Olympique Marsiglia: 2010-11, 2011-12
- Supercoppa francese: 3

Lione: 2006, 2007
Olympique Marsiglia: 2011
- Coppa di Lega inglese: 1

Chelsea: 2014-2015
- Campionato inglese: 1

Chelsea: 2014-2015

### Individuale
- Capocannoniere della Coppa di Lega francese: 2

2011-2012 (4 gol), 2019-2020 (3 gol)